# Партенштајн (Саксонија)
Партенштајн (њем. Parthenstein) општина је у њемачкој савезној држави Саксонија. Једно је од 41 општинског средишта округа Лајпциг. Према процјени из 2010. у општини је живјело 3.722 становника. Посједује регионалну шифру (AGS) 14729340.

## Географски и демографски подаци
Партенштајн се налази у савезној држави Саксонија у округу Лајпциг. Општина се налази на надморској висини од 120 метара. Површина општине износи 35,0 km². У самом мјесту је, према процјени из 2010. године, живјело 3.722 становника. Просјечна густина становништва износи 106 становника/km².

## Међународна сарадња
| Мјесто     | Држава               | Врста сарадње | Од    |
| ---------- | -------------------- | ------------- | ----- |
| Талавера   | Шпанија              | пријатељство  | 1994. |
| Камбернолд | Уједињено Краљевство | контакт       | 1994. |
| Брон       | Француска            | партнерство   | 1971. |
| Извор      |                      |               |       |